# صناعات السجون الفيدرالية
شركة صناعات السجون الفيدرالية (FPI)، ممارسة الأعمال التجارية كما بالإسم يونيكور منذ عام 1977، مملوكة بالكامل  لحكومة الولايات المتحدة وهي مؤسسة حكومية تم إنشاؤها في عام 1934 بوصفه و العمل في السجون برنامج للسجناء داخل المكتب الاتحادي للسجون ، ومكون من وزارة العدل . يقع مقرها الرئيسي في واشنطن العاصمة.

## روابط خارجية
- يونيكور صناعة السجون الاتحادية
- صناعات السجون الفيدرالية في السجل الفيدرالي